# Герб комуни Карлсгамн
Герб комуни Карлсгамн (швед. Karlshamns kommunvapen) — символ шведської адміністративно-територіальної одиниці місцевого самоврядування комуни Карлсгамн. 

## Історія
Місто Карлсгамн отримало герб привілеєм 1666 року. Герб комуни зареєстровано 1974 року. 
Після адміністративно-територіальної реформи, проведеної в Швеції на початку 1970-х років, муніципальні герби стали використовуватися лишень комунами. Тому тепер цей герб представляє комуну Карлсгамн, а не місто.

## Опис (блазон)
Щит перетятий хвилясто на золоте і зелене поля, у верхньому золотому полі виходить чорний лев з червоним язиком і пазурами та тримає в передніх лапах такий же якір.

## Зміст
Місто назване на честь короля Карла Х Густава, тому лев як елемент з його герба потрапив до герба міста. Якір вказує на розташування тут порту.